# جیم براناگان
جیم براناگان (انگلیسی: Jim Branagan؛ زادهٔ ۳ ژوئیهٔ ۱۹۵۵) بازیکن فوتبال اهل بریتانیا است.
از باشگاه‌هایی که در آن بازی کرده‌است می‌توان به باشگاه فوتبال یورک سیتی، باشگاه فوتبال پرستون نورث اند، باشگاه فوتبال بلکبرن روورز، باشگاه فوتبال اولدهام اتلتیک، باشگاه فوتبال چورلی، و باشگاه فوتبال هادرزفیلد تاون اشاره کرد.